# Lugo, Tây Ban Nha
Lugo là một đô thị và thành phố thuộc tỉnh Lugo trong vùng Galicia, phía bắc Tây Ban Nha. Đô thị này có diện tích là 332 ki-lô-mét vuông, dân số năm 2009 là 96.678 người với mật độ 291,2 người/km². Đây là tỉnh lỵ tỉnh Lugo. Thành phố có cự ly 101 km so với Santiago de Compostela và 510 km so với Madrid.
Lugo là thành phố duy nhất trên thế giới được bao quanh bởi một bức tường La Mã hoàn toàn nguyên vẹn, đã đạt tới độ cao 10 đến 15 mét (33 đến 49 ft) cùng với một chu vi 2117 mét (6946 ft) bao quanh với 71 ngọn tháp. Việc đi bộ dọc trên đầu là liên tục quanh các trên vòng thành, và có 10 cổng. Những bức tường thế kỷ thứ 3 được đưa vào di sản thế giới UNESCO. Cây cây cầu bắc qua các Minho cơ bản được xây thời La Mã, mặc dù sửa chữa nhiều qua nhiều thế kỷ đã làm lu mờ đặc điểm La Mã của nó.
Thành phố nằm trên một ngọn đồi được bao quanh bởi các con sông Minho, Rato và Chanca. Sự khác biệt về độ cao giữa trung tâm thành phố và bờ sông là đáng kể, trong khi ở trung tâm của độ cao 465 mét so với mực nước biển, ở đỉnh cao của sông Minho cao 364 mét so với mực nước biển. Đô thị tự quản Lugo là đô thị tự quản lớn thứ hai ở Galicia, với 329,78 km ² và 59 giáo xứ.